# Carlo Francesco Dotti

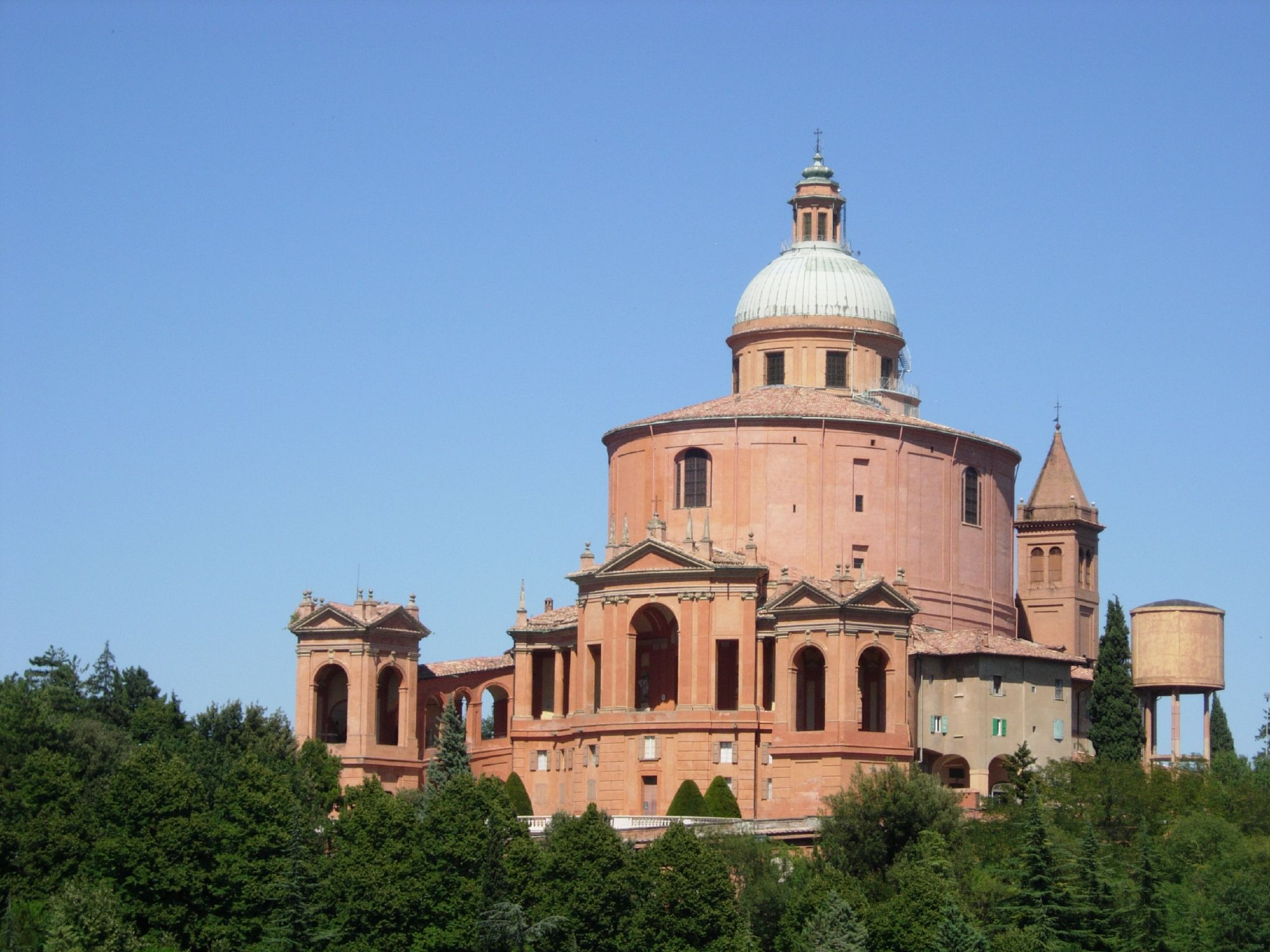
Santuario della Madonna di San Luca

Carlo Francesco Dotti (Piazza Santo Stefano, 1669 – Bologna, 1759) è stato un architetto italiano.

## Biografia
Fu tra i protagonisti della stagione tardo-barocca di Bologna.
La sua opera più celebre è il Santuario della Madonna di San Luca innalzato su una sommità circostante la città, formato da una chiesa a pianta a croce greca chiusa da una cupola ellittica e da un avancorpo dal quale si accede a due padiglioni pentagonali.
Sempre a Bologna, lavorò, nella prima metà del Settecento, alla chiesa di San Domenico, alla Biblioteca dell'Istituto delle Scienze e in diversi palazzi del centro, tra cui Palazzo Marsigli. Nel Palazzo Davia Bargellini eseguì il progetto dello scalone monumentale intorno al 1730. Inoltre si distinse per l'arco del Meloncello (1721), l'altare di Sant'Ivo in San Petronio e, fuori Bologna, la parrocchiale di Renazzo.
Progettò anche la Porta Vittoria (detta Porta di Sopra) di San Giovanni in Persiceto e la chiesa parrocchiale di San Giovanni Battista a Minerbio.
A lui è anche dedicata una via, proprio vicino alla salita che porta al Santuario della Madonna di San Luca, poco fuori dal centro di Bologna.
Carlo Francesco è il padre del meno celebre architetto bolognese Gian Giacomo Dotti.